# جيمي ماكورماك
جيمي ماكورماك (بالإنجليزية: Jamie McCormack)‏ هو لاعب كرة قدم بريطاني في مركز ظهير ‏، ولد في 1 فبراير 1992 في إستيرلينغ في المملكة المتحدة. لعب مع نادي بريتشين سيتي ونادي ستنهاوسموير ونادي غرينوك مورتون وويغان أتلتيك.

## وصلات خارجية
- جيمي ماكورماك على موقع قاعدة بيانات كرة القدم.إي يو (الإنجليزية)
- جيمي ماكورماك على موقع Soccerbase.com (لاعب) (الإنجليزية)
- جيمي ماكورماك على موقع AS.com (الإسبانية)